# Храм дружби (Сансусі)
Храм дружби (нім. Freundschaftstempel) — невеликий круглий павільйон у західній частині парку Сан-Сусі в Потсдамі. Він був побудований недалеко від Нового палацу на південь від головної паркової алеї архітектором Карлом фон Гонтардом по замовленню прусського короля Фрідріха II в пам'ять про його улюблену сестру маркграфіні Вільгельміні, яка померла в 1758 році. Ротонда Храма дружби є панданом, який перебуває північніше Античному храму.

## Перший павільйон вНейрупіні
Прикладом при створенні Храма дружби був Храм Аполлона в нейрупінському саду Амальтеї. Перша робота архітектора Георга Венцеслауса фон Кнобельсдорфа з'явилася в декоративно-плодовому саду при резиденції кронпринца та командира полку Фрідріха в 1735 році
Спочатку Храм Аполлона був відкритою ротондою, проте в 1791 році просвіти між колонами були закладені. У серпні 1735 року Фрідріх писав своїй сестрі Вільгельміні: «Садовий будиночок — це храм із восьми доричних колон, несучих купол. На ньому встановлена статуя Аполлона. Як тільки він буде готовий, ми принесемо жертву — звичайно ж, тобі, дорога сестро, покровителька витонченних мистецтв».

## Павільйон у парку Сан-Сусі

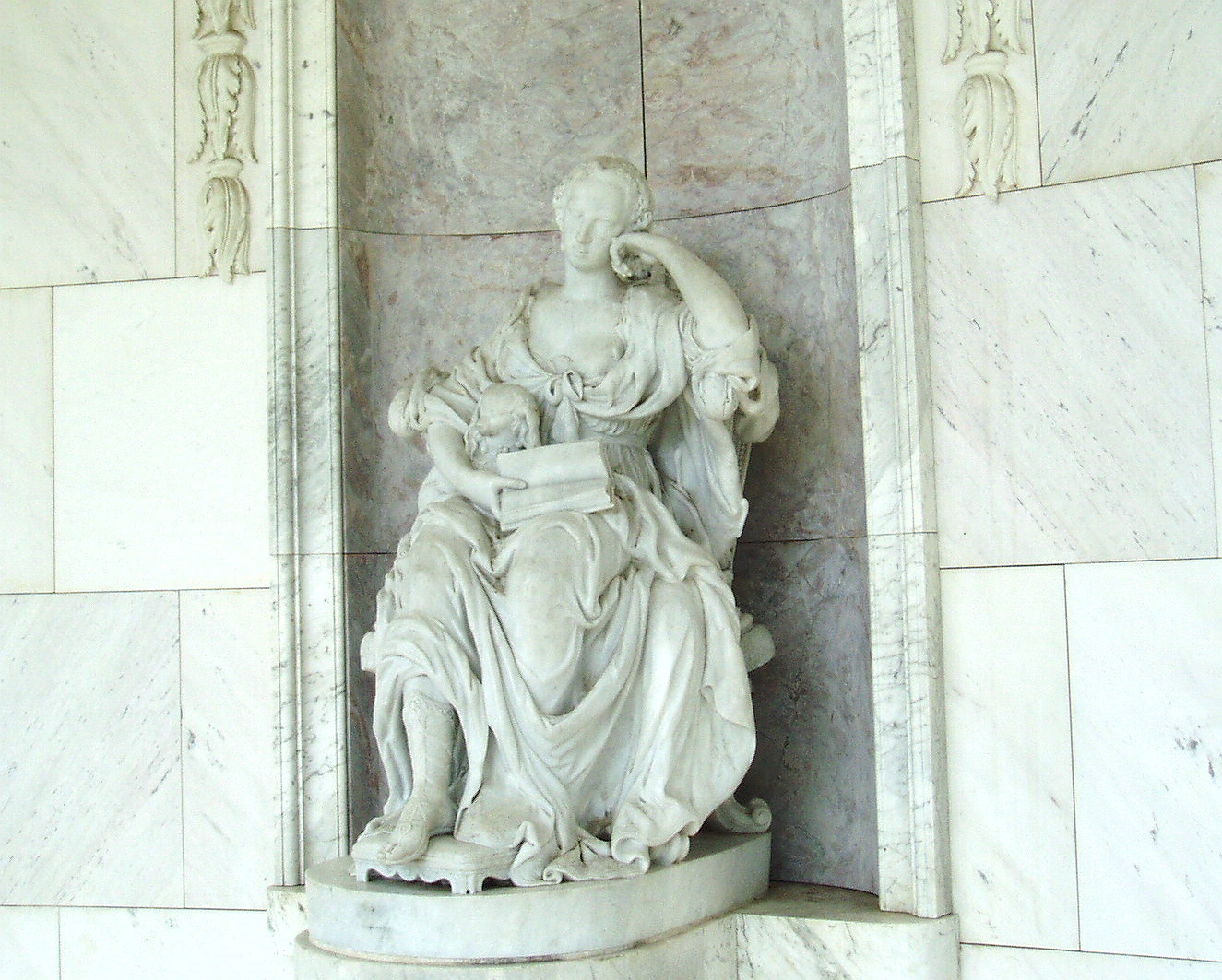
Сидяча статуя Вільгельміни Прусської

Як і Храм Аполлона в Нейруппіні, місце поминання своєї улюбленої сестри Фрідріх Великий оформив як відкриту ротонду, трохи опуклий дах, який тримається на восьми парних коринфських колонах. Типологічною основою цієї форми є моноптер античної Греції, де такі навіси зводилися над культовими скульптурами та мавзолеями.
Сидяча статуя Вільгельміни Прусської в натуральну величину в ниші напівкруглої арки на вузькій задній стіні виповнена в майстерні скульпторів братів Йогана Давіда та Йогана Лоренца Вильгельма Ренц. Прикладом для мармурової скульптури став портрет кісті придворного живописця Антуана Пена. Медальйони на основі колон із зображеннями дружніх пар часів античності та книга в її руці закликані нагадувати про кохання маркграфіні до давньої історії.